# IC 4781
IC 4781 је лентикуларна галаксија у сазвјежђу Паун која се налази на листи објеката дубоког неба у Индекс каталогу.
Деклинација објекта је - 62° 47' 34" а ректасцензија 18h 51m 37,7s. Привидна величина (магнитуда) објекта IC 4781 износи 14,3 а фотографска магнитуда 15,2. IC 4781 је још познат и под ознакама ESO 104-18, PGC 62505.